# بطولة كرة القدم الألمانية 1944
بطولة كرة القدم الألمانية 1944 (بالألمانية: Deutsche Fußballmeisterschaft 1943/44)‏ هو الموسم 37 من بطولة كرة القدم الألمانية ‏. أقيم خلال الفترة 16 أبريل 1944 وحتى 18 يونيو 1944، وأشرف على تنظيمه اتحاد ألمانيا لكرة القدم، وكان عدد الأندية المشاركة فيه 31، وفاز فيه نادي درسدن ‏.